# Comunità locale (Slovenia)
La comunità locale (in sloveno Krajevna skupnost) è nell'ordinamento sloveno un ente di decentramento amministrativo subcomunale previsto dalla Legge sull'autonomia locale, dotato di funzioni delegate dal comune di appartenenza. Al 2013, le comunità locali presenti in Slovenia erano tra le 1200 e le 1300. Dal punto di vista demografico sono estremamente variabili: le più piccole hanno appena una decina di abitanti, mentre le più grandi qualche decina di migliaia.
Le comunità locali furono introdotte già in epoca jugoslava con la Costituzione jugoslava del 1974, e costituivano di fatto l'organismo di base di autogoverno locale. I comuni (in sloveno občine), che raggruppavano diverse comunità locali e che erano dotati di consigli comunali eletti con elezioni di secondo livello, erano infatti visti come troppo lontani dalla popolazione.
Con l'indipendenza slovena del 1991 e l'adozione della nuova Costituzione, l'organo di autogoverno a livello locale divennero i comuni, che assunsero quindi molte delle funzioni precedentemente in capo alle comunità locali. La Costituzione tuttavia riconobbe anche le vecchie comunità locali, che quindi continuarono ad esistere come aggregazioni di diversi insediamenti (naselja), costituendo di fatto un livello intermedio tra questi ultimi e i comuni.
Lo status delle comunità locali nel nuovo ordinamento giuridico è però stato definito in modo organico soltanto con la Legge sull'autonomia locale del 2007. In base a tale norma, nuove comunità locali possono essere istituite da ogni comune attraverso il proprio statuto, che definisce anche le funzioni esclusive delle comunità locali, i mezzi di finanziamento e il loro status giuridico (lo statuto comunale può infatti prevedere che abbiano personalità giuridica). In caso di variazioni territoriali delle comunità locali tuttavia, il comune dovrà ottenere l'assenso dei cittadini interessati tramite referendum.
Le comunità locali sono generalmente costituite da un consiglio della comunità locale direttamente eletto dai cittadini residenti nel rispettivo territorio. Lo statuto e i regolamenti comunali determinano il ruolo della comunità locale in base alla materia: possono decidere e amministrare in modo esclusivo certe materie, possono gestire certe materie in cooperazione col comune, oppure possono avere un ruolo esclusivamente consultivo. Tendenzialmente nei comuni più grandi le comunità locali hanno un ruolo maggiore.